# Soul
 Denne artikel omhandler musikgenren. Opslagsordet har også en anden betydning, se Soul (spilserie).
Soul er en musikstil, som opstod i 1950'erne i USA's afrikansk-amerikanske befolkning. Soulmusik er musikalsk inspireret af gospelmusikkens sangstil og den daværende rhythm'n'blues, men hvor gospelmusikken er religiøs, er soulmusikken det ikke. Tekstemnerne er ofte kærlighed, sex og parforholdets kvaler. Soulmusikkens gennembrud kom sidst i 1950'erne med sangere som Ray Charles og musikstilen fik en stor opblomstring først i 1960'erne gennem udgivelser på pladeselskaberne Motown, Stax/Volt og Atlantic. Blandt væsentlige soulmusikere fra den periode kan nævnes Aretha Franklin, Otis Redding, Marvin Gaye, Sam Cooke, Smokey Robinson, Wilson Pickett og Donny Hathaway.
Soulmusikken udviklede sig videre i 1970'erne. I takt med en øget politisk bevidsthed blandt den afrikansk-amerikanske befolkning i USA kom der også andre (politiske) emner ind i soulmusikkens tekstunivers, og soul blev anset som en del af en "sort bevidsthed". 
Soulmusikkens indflydelse på nyere populærmusik i den vestlige verden er enorm. Den har affødt nye genrer som funk, disco og rap. Også rockmusikken, hvis rod også er i rhythm'n'blues, er blevet dybt inspireret af soulmusikken. Allerede The Beatles erkendte dette på et nummer som Got To Get You Into My Life fra 1966 fra albummet Rubber Soul.
I vore dage kaldes den sungne populærmusik, som viderefører soul, ofte for r'n'b, men lighederne med den oprindelige rhythm'n'blues er ikke længere så tydelige. Nyere amerikanske musikere som f.eks. Angie Stone og Erykah Badu har fået hæftet betegnelsen neo-soul  på sig, idet de er tydeligt inspireret af 1960'erne og 1970'ernes soulmusik.